# ISO 19115
Die ISO 19115 „Geographic Information – Metadata“ ist eine Norm der Internationalen Organisation für Normung (ISO). Sie ist Bestandteil der Serie ISO 191xx zur Normung von Geoinformationen und Geodaten. Sie liegt seit Mai 2005 auch als deutsche DIN EN ISO 19115 vor.
Die ISO 19115 definiert einen international gültigen Standard zur Beschreibung geographischer Informationen und zugehöriger Dienstleistungen. Mit dieser Norm soll es ermöglicht werden, Geodaten anhand von Metadaten so zu beschreiben, dass damit ihre Eignung für bestimmte Anwendungszwecke beurteilt, oder auch sinnvolle Präsentations- und Verarbeitungsmethoden abgeleitet werden können. Das Schema der ISO 19115 beinhaltet u. a. Informationen über den Inhalt, räumlich-zeitliche Bezüge, Datenqualität, Datenzugangsmöglichkeit oder Nutzungsrechte.
Während das Gesamtmodell über 400 unterschiedliche Metadatenelemente definiert, umfasst der verpflichtende Kerndatensatz, der die Minimalanforderungen zur Beschreibung von Geodaten erfüllt, lediglich gut 20 Elemente. Die Norm ist wichtige Grundlage beim Aufbau von Geodateninfrastrukturen (GDI).